# Municipio de Palmyra (Ohio)
El municipio de Palmyra (en inglés: Palmyra Township) es un municipio ubicado en el condado de Portage en el estado estadounidense de Ohio. En el año 2010 tenía una población de 2919 habitantes y una densidad poblacional de 45,3 personas por km².

## Geografía
El municipio de Palmyra se encuentra ubicado en las coordenadas 41°5′15″N 81°2′28″O / 41.08750, -81.04111. Según la Oficina del Censo de los Estados Unidos, el municipio tiene una superficie total de 64.44 km², de la cual 63,98 km² corresponden a tierra firme y (0,71 %) 0,46 km² es agua.

## Demografía
Según el censo de 2010, había 2919 personas residiendo en el municipio de Palmyra. La densidad de población era de 45,3 hab./km². De los 2919 habitantes, el municipio de Palmyra estaba compuesto por el 97,7 % blancos, el 0,82 % eran afroamericanos, el 0,34 % eran amerindios, el 0,17 % eran asiáticos, el 0,07 % eran de otras razas y el 0,89 % eran de una mezcla de razas. Del total de la población el 0,79 % eran hispanos o latinos de cualquier raza.